# WTA Elite Trophy 2015 – ženská čtyřhra
Do soutěže ženské čtyřhry na tenisovém turnaji WTA Elite Trophy 2015 nastoupilo šest dvojic, z nichž dvě čínské obdržely divokou kartu. Ve dvou tříčlenných základních skupinách odehrál každý pár dva zápasy se zbylými dvojicemi. Vítězky skupin postoupily do finále.
Vítězem čtyřhry se stal čtvrtý nasazený pár domácích tenistek Liang Čchen a Wang Ja-fan, který ve finále zdolal turnajové dvojky ze Španělska Anabel Medinaovou Garriguesovou a Arantxu Parraovou Santonjaovou výsledkem 6–4 a 6–3. Žádná z hráček nezískala do žebříčku WTA body.
Pro obě to byl druhý společný titul na okruhu WTA Tour, když předtím triumfovaly v Kuala Lumpur.

## Nasazení párů
1. Klaudia Jansová-Ignaciková /  Andreja Klepačová (základní skupina)
2. Anabel Medinaová Garriguesová /  Arantxa Parraová Santonjaová (finále)
3. Gabriela Dabrowská /  Alicja Rosolská (základní skupina)
4. Liang Čchen /  Wang Ja-fan (vítězky)
5. Ljudmyla Kičenoková /  Nadija Kičenoková (základní skupina)
6. Sü Š'-lin /  Jou Siao-ti (základní skupina)

## Soutěž
| Legenda                                                       |                                                                        |                                                   |
| - Q – kvalifikant - WC – divoká karta - LL – šťastný poražený | - Alt – náhradník - SE – zvláštní výjimka - PR/SR – žebříčková ochrana | - w/o – bez boje - r – skreč - d – diskvalifikace |

### Finále
| Finále |                                                      |   |   |  |
|        |                                                      |   |   |  |
|        |                                                      |   |   |  |
| 4/WC   | Liang Čchen Wang Ja-fan                              | 6 | 6 |  |
| 2      | Anabel Medina Garriguesová Arantxa Parra Santonjaová | 4 | 3 |  |

### Skupina A
|       |                                              | Jans-Ignaciková Klepačová | Liang Wang            | Kičenoková            | Zápasy | Sety | Hry   | Pořadí |
| 1.    | Klaudia Jansová-Ignaciková Andreja Klepačová |                           | 6–7(6–8), 3–6         | 6–7(3–7), 1–6         | 0–2    | 0–4  | 16–26 | 3.     |
| 4./WC | Liang Čchen Wang Ja-fan                      | 7–6(8–6), 6–3             |                       | 6–7(3–7), 6–4, [10–6] | 2–0    | 4–1  | 26–20 | 1.     |
| 5.    | Ljudmyla Kičenoková Nadija Kičenoková        | 7–6(7–3), 6–1             | 7–6(7–3), 4–6, [6–10] |                       | 1–1    | 3–2  | 24–20 | 2.     |

### Skupina B
|       |                                                      | Medina Garriguesová Parra Santonjaová | Dabrowská Rosolská    | Sü Jou                | Zápasy | Sety | Hry   | Pořadí |
| 2.    | Anabel Medina Garriguesová Arantxa Parra Santonjaová |                                       | 6–3, 6–2              | 1–6, 6–3, [10–3]      | 2–0    | 4–1  | 20–14 | 1.     |
| 3.    | Gabriela Dabrowská Alicja Rosolská                   | 3–6, 2–6                              |                       | 7–6(7–2), 4–6, [5–10] | 0–2    | 1–4  | 16–25 | 3.     |
| 6./WC | Sü Š'-lin Jou Siao-ti                                | 6–1, 3–6, [3–10]                      | 6–7(2–7), 6–4, [10–5] |                       | 1–1    | 3–3  | 22–19 | 2.     |